# Crataegus notha
Crataegus notha är en rosväxtart som beskrevs av Charles Sprague Sargent. Crataegus notha ingår i Hagtornssläktet som ingår i familjen rosväxter. Inga underarter finns listade i Catalogue of Life.